# Martin J. Whitman
Martin J. Whitman (Bronx, Nueva York; 30 de septiembre de 1924 – Manhattan, Nueva York; 16 de abril de 2018) fue un inversor, docente, escritor y gestor de fondos estadounidense.
Fue el fundador y codirector de la firma de gestión de inversiones, Third Avenue Management (1986), que batió al mercado entre los años 1992 y 2012.
Impartió clases en la Whitman School of Management de la Universidad de Siracusa, la escuela de gestión que lleva su nombre, y en la Yale University School of Management.
Es conocido por haber escrito numerosos libros. Algunos de ellos son los siguientes: The Aggressive Conservative Investor: 30. (2005) con coautor Martin Shubik ; Distress Investing: Principles and Technique (2009) y Modern Security Analysis: Understanding Wall Street Fundamentals (2013) con coautor Fernando Diz.
Destaca Value Investing - A Balanced Approach, en el que explica los principios en los que se asienta su visión de la Inversión en Valor.